# Birkholm (Insel)

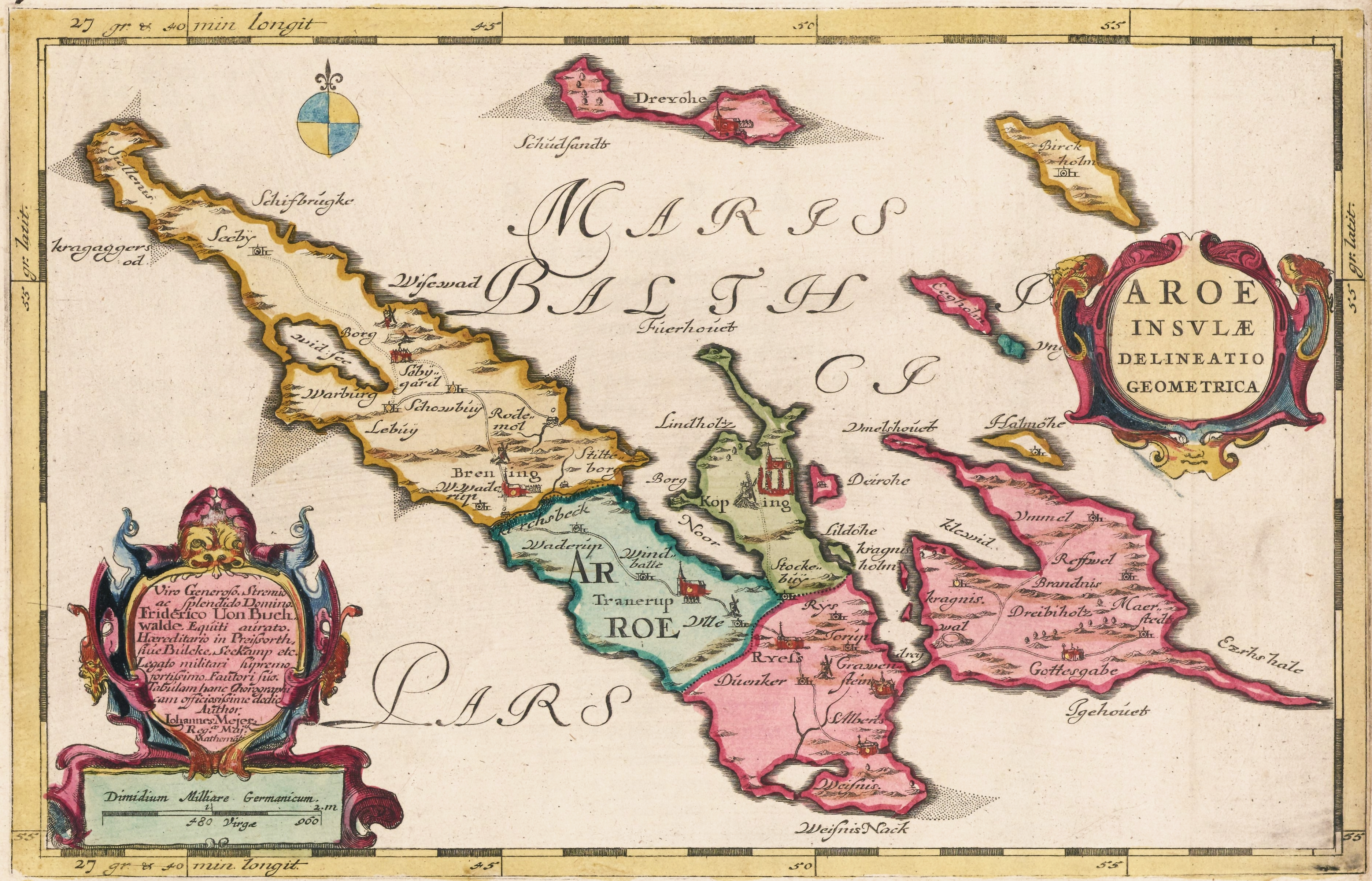
Birckholm auf der Karte von 1665

Birkholm ist eine dänische Insel südlich von Fünen.

## Lage und Geschichte
Die Insel liegt zwischen Ærø und Tåsinge, ist etwa 0,92 km² groß und mit 11 Bewohnern (Stand: 1. Januar 2023) nach Hjortø die zweitkleinste bewohnte Insel Dänemarks.
Der höchste Punkt der Insel liegt 1,8 m über dem Meeresspiegel. Die Insel ist mit dem Postboot von Marstal auf Ærø zu erreichen. Birkholm gehörte bis 1970 zum Kirchspiel Marstal (Marstal Sogn in der Harde Ærø Herred im damaligen Svendborg Amt). Danach gehörte es zur Marstal Kommune im damaligen Fyns Amt, die zum 1. Januar 2006, also bereits ein Jahr vor der Kommunalreform zum 1. Januar 2007 in der Ærø Kommune aufgegangen ist, die heute zur Region Syddanmark gehört.
Birkholm gehört zum Verband dänischer Kleininseln Danske Småøerne.

## Deiche
Auf der Insel gibt es zwei Deichringe, die die Insel vor Hochwasser schützen sollen. Der äußere Deichring ist etwa 1,8 Meter hoch und schließt viele Weideflächen mit ein. Der innere Deichring ist etwa 2,8 Meter hoch und umschließt nur den Ortskern.

## Hafen
Der Hafen in Birkholm hat einen Anlegestelle für das Postboot, das Post, Personen und Güter befördert. Des Weiteren hält der Hafen Liegeplätze für die Boote von Insulanern und etwa zehn Sportbootliegepläze bereit. Im Sommer quetschen sich teilweise wesentlich mehr Sportboote in den Hafen. Der Hafen hat eine Tiefe von etwa 1,8 Metern. Es gibt Stromanschluss, jedoch kein Frischwasser im Hafen. Der einzige Wasserhahn ist im Ortskern, wo sich eine Dusche befindet. Die Toiletten und Waschbecken am Hafen haben Seewasseranschluss.

## Einzelhandel
Auf der Insel gibt es einen kleinen Selbstbedienungsladen auf Vertrauensbasis. Die Käufer nehmen sich die Waren und legen das Geld in eine bereitgestellte Schale. Im Laden wird frisches Brot und Eiscreme angeboten.

## Persönlichkeiten
- Kim Aabech (* 1983), dänischer Fußballspieler